# Watertoren (Drachten)
De Drachtster watertoren aan de Noorderhogeweg in de Friese plaats Drachten is ontworpen door Leeuwarder architect en rijksbouwmeester Jo Vegter.

## Beschrijving
De in 1959 gebouwde watertoren heeft een hoogte van 42 meter en heeft twee waterreservoirs van 500 m³ en 1000 m³. Het grootste reservoir is voor de watervoorziening van Drachten. De nog functionerende toren verkeert in oorspronkelijke staat en staat daarom op de lijst van gemeentelijke monumenten in Smallingerland.

## Zie ook

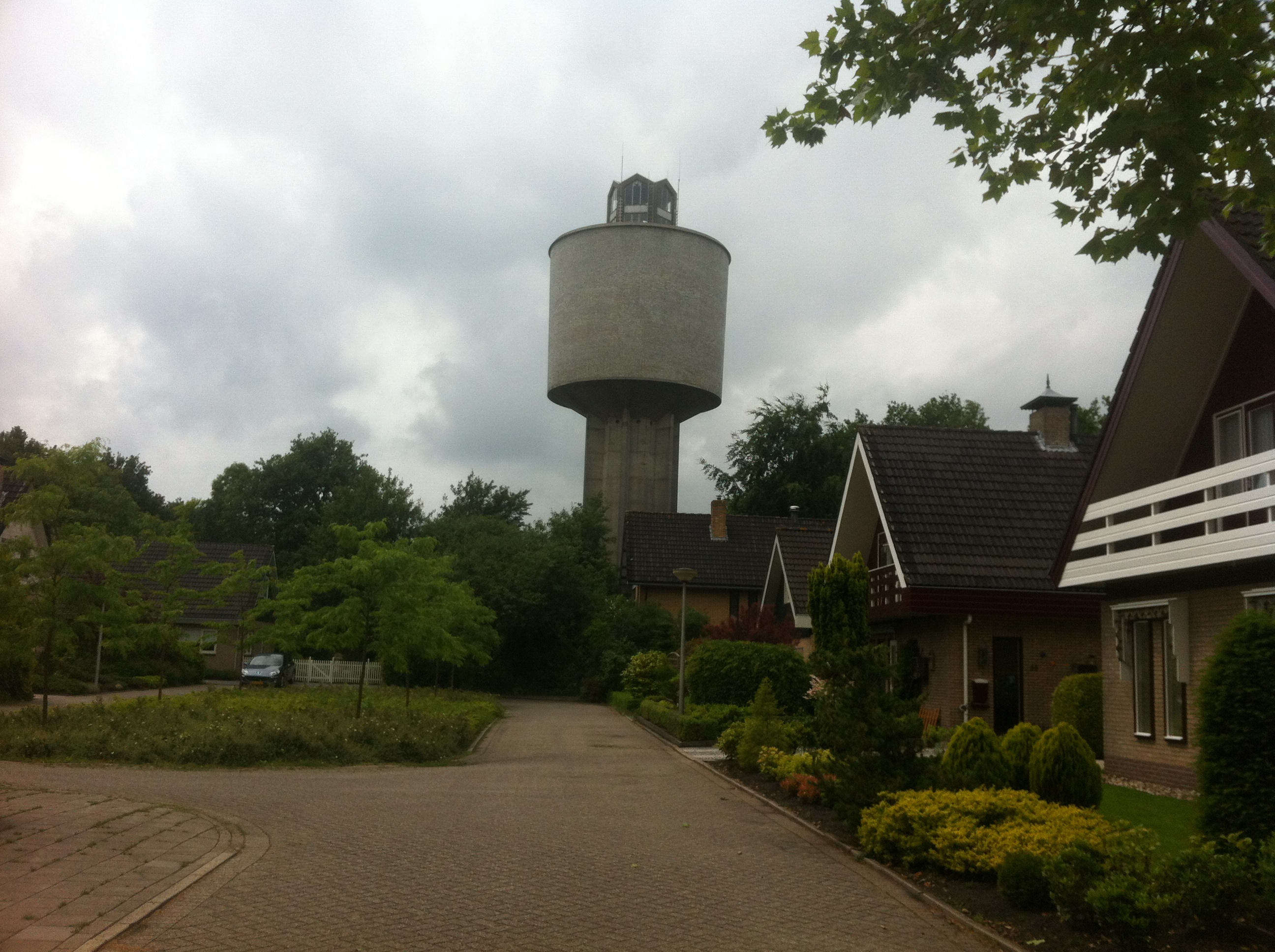
De watertoren gezien vanuit de wijk De Folgeren.